# Ombrophytum violaceum
Ombrophytum violaceum là một loài thực vật có hoa trong họ Balanophoraceae. Loài này được B. Hansen mô tả khoa học đầu tiên năm 1977.